# Luis Fernando Suárez
Luis Fernando Suárez Guzmán (* 23. Dezember 1959 in Medellín) ist ein ehemaliger kolumbianischer Fußballspieler und derzeitiger -trainer. Der frühere Abwehrspieler trainierte die Nationalmannschaften von Ecuador und Costa Rica.

## Karriere

### Spieler
Suárez spielte in den Juniorenmannschaften des Fußballvereins Medellin. Im Alter von 21 Jahren begann seine Profikarriere bei Atlético Nacional. Danach spielte er bei Deportivo Pereira. Dort blieb er jedoch nur eine Saison, da es ihn zu seinem Heimatverein nach Medellín zurückzog, mit dem er 1989 die Copa Libertadores gewann. Von 1978 bis 1979 gehörte er der kolumbianischen Juniorenauswahl an.

### Trainer
1991 wurde er Co-Trainer bei Atlético Nacional. Über viele Jahre war Suárez in verschiedenen Vereinen und in der ecuadorianischen bzw. kolumbianischen Nationalmannschaft als Co-Trainer tätig. 1999 kehrte er als Cheftrainer zu Atlético Nacional zurück und gewann mit seinem Team den kolumbianischen Meistertitel. 2001 war er kurz bei Deportivo Cali und Deportes Tolima tätig, bevor er 2003 nach Ecuador ging und dort in Quito den Verein SD Aucas übernahm.
Im Juli 2004 wurde Suárez Nachfolger von Hernán Darío Gómez als Nationaltrainer von Ecuador und führte sein Team erfolgreich durch die Qualifikation zur Fußball-Weltmeisterschaft 2006 in Deutschland. In der Gruppenphase des Turniers belegte die Mannschaft den zweiten Platz hinter Deutschland und schied im Achtelfinale gegen England (0:1) aus. Zuvor hatte er bereits von 1995 bis 1998 als Assistent seines kolumbianischen Landsmanns Francisco Maturana für das Nationalteam Ecuadors gearbeitet. Bei der Copa América 1997 in Bolivien hatte Suárez die Mannschaft als Interimstrainer eigenverantwortlich geführt. Suárez trat im November 2007 von seinem Traineramt zurück, nachdem Ecuador bei der Copa América drei Niederlagen in drei Vorrundenspielen verzeichnen musste und ebenfalls mit drei Niederlagen in die Qualifikation zur Weltmeisterschaft 2010 gestartet war (eine 0:1-Heimniederlage gegen Venezuela, eine 0:5-Niederlage in Brasilien sowie eine 1:5-Niederlage in Paraguay). Sein Nachfolger wurde der ecuadorianische Trainer Sixto Vizuete.
Im Mai 2008 nahm Suárez ein Angebot des kolumbianischen Erstligisten Deportivo Pereira an. Von 2011 bis 2014 war er Nationaltrainer von Honduras.
Im Juni 2017 unterschrieb Suárez einen Vertrag beim kolumbianischen Erstligisten La Equidad aus Bogotá.
Im Juni 2021 übernahm er die Nationalmannschaft Costa Ricas, die er auch während des Gold Cups 2021 betreute. Im Juni 2022 qualifizierte er sich mit Costa Rica durch einen 1:0-Sieg im interkontinentalen Play-off über Neuseeland für die Weltmeisterschaft 2022 in Katar.